# هیدیوکی آکای
هیدیوکی آکای (انگلیسی: Hideyuki Akai؛ زادهٔ ۲ مهٔ ۱۹۸۵) بازیکن فوتبال اهل ژاپن است.
از باشگاه‌هایی که در آن بازی کرده‌است می‌توان به باشگاه ورزشی توچیگی اشاره کرد.